# هجم بالا
هجم بالا (به لاتین: Hojm-e Bala) یک منطقهٔ مسکونی در افغانستان است که در ولسوالی مایمی واقع شده‌است.